# Chris Metzen

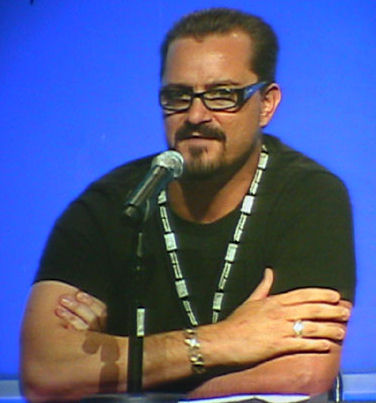
Chris Metzen (2007)

Christopher Vincent „Chris“ Metzen (* 22. November 1973), auch bekannt als Thundergod, ist ein amerikanischer Spieleentwickler, Synchronsprecher, Künstler und Autor.
Er war bei Blizzard Entertainment Vice President of Creative Development und damit verantwortlich für die Hintergrundgeschichten der bekannten Computerspielreihen Warcraft, StarCraft und Diablo, bis er Anfang September 2016 und damit nach 23 Jahren bei Blizzard bekannt gab, seine Karriere zu beenden, um sich seiner Familie zu widmen.
Auf der BlizzCon präsentierte Metzen immer während der Eröffnungszeremonie die Neuigkeiten für World of Warcraft. Nachdem Metzen seine Karriere beendet hatte, übernahm diese Aufgabe auf der BlizzCon 2017 J. Allen Brack.
Am 15. Dezember 2022 gab Blizzard bekannt, dass Metzen als Creative Advisor in die Führungsriege des Unternehmens zurückgekehrt ist.
Am 26. September 2023 gab Blizzard via Kurznachrichtendienst X bekannt, dass Metzen als Executive Creative Director die Führung des Warcraft -Teams bei der Entwicklung des nächsten Add-ons unterstützen wird.